# Reality Winner
Reality Leigh Winner (Alice, Texas, 4 de desembre de 1991) és una veterana de la Força Aèria dels EUA i antiga traductora de l'Agència de Seguretat Nacional. El 2018, va rebre la condemna de presó més llarga mai imposada per divulgar de forma no autoritzada als mitjans de comunicació informació governamental, després de filtrar un informe d'intel·ligència sobre la interferència russa a les eleccions dels Estats Units de 2016. Va ser condemnada a cinc anys i tres mesos de presó federal.
El 3 de juny de 2017, mentre treballava pel contractista militar Pluribus International Corporation, Winner va ser detinguda com a sospitosa de filtrar al lloc web de notícies The Intercept un informe d'intel·ligència de l'Agència de Seguretat Nacional (NSA) sobre la interferència russa en les eleccions dels Estats Units de 2016. L'informe indicava que pirates informàtics russos havien accedit a llistes de registre de votants dels Estats Units amb una operació de pesca de correu electrònic, encara que no quedava clar si s'havia fet cap canvi.
Un mal maneig del material per part de The Intercept la va exposar com a font i va provocar la seva detenció. Se li va denegar dues vegades la llibertat sota fiança i va quedar retinguda a la presó del comtat de Lincoln a Lincolnton. El 23 d'agost de 2018, Winner va ser condemnada per "sostreure material classificat d'una instal·lació governamental i enviar-lo per correu a un mitjà de notícies" i se li van imposar cinc anys i tres mesos de presó com a part d'un acord de culpabilitat. Va ser empresonada al Centre Mèdic Federal Carswell de Fort Worth, i la van traslladar a un centre de transició el 2 de juny de 2021.